# Маргарет Прайс
Дама Ма́ргарет Прайс (англ. Dame Margaret Price; 13 квітня 1941, Блеквуд, Уельс, Велика Британія — 28 січня 2011, Кейбр-Бей, Кередігіон (Кардіган), Уельс, Велика Британія) — британська (валлійська) оперна співачка (ліричне сопрано), у 70—80—х роках XX століття що уславилась своїми інтерпретаціями опер Моцарта і Верді, а також пісенного репертуару. Дама-командор ордена Британської імперії.

## Ранні роки
Дама Маргарет Прайс народилася 13 квітня 1941 року в Уельсі, в Блеквуді. З дитинства у неї були деформовані ноги. Попри те, що в 4-річному віці перенесла серйозну операцію, проте від болю в ногах страждала все життя. З дитинства гляділа свого меншого брата Джона, що народився розумово відсталим.
Її батько, талановитий піаніст-любитель, був проти музичної кар'єри для дочки, тому спочатку Маргарет вивчала біологію. У 15-річному віці її шкільний учитель влаштував прослуховування Маргарет у Чарльза Кеннеді Скотта, що переконав її навчатися вокалу і надав їй стипендію. Протягом наступних кількох років Маргарет навчалась у музичному коледжі Тринити як мецо-сопрано.

## Кар'єра
По закінченні навчання Маргарет Прайс зробила декілька записів, серед яких саундтрек до кінофильму «Эль Сід».
Її дебют на оперній сцені відбувся 1962 року в партії Керубіно в опері Моцарта «Весілля Фігаро» в Валлійській національній опері. Того ж року Маргарет Прайс пройшла прослуховування в театрі Ковент-Гарден, проте її кандидатура була двічі відхилена, оскільки музичний директор Георг Шолті вважав, що співачці бракує чарівності. Та проте Прайс була прийнята як дублерка і плідно співпрацювала з композитором Джеймсом Локхартом. Шолті далі вважав, що Прайс не вдасться висунутись у головних партіях, тому співачка тривалий час співала невеликі партії мецо-сопранового репертуару. Уславилась Маргарет Прайс 1963 року, після того, як вона замінила захворілу Тересу Бергансу в партії Керубіно в опері Моцарта «Весілля Фігаро».
Після цього Джеймс Локхарт переконав Маргарет Прайс продовжувати дальші уроки вокалу для покращення вокальної техніки й розвивати високий діапазон, результатом чого Прайс стала одною з найвідоміших і найпопулярніших ліричних сопрано 70—80—х років.
1967 року Прайс виступила в партії Титанії в опері Бенджаміна Бріттена «Сон у літню ніч». Її спів 1968 року в партії Констанци в опері Моцарта «Викраденні із сералю» на Глайндборнському оперному фестивалі критика назвала «блискучим, гнучким і великомасштабним».
Маргарет Прайс не любила мандрувати, тому воліла виступати в якомусь одному театрі. Спочатку співачка тривалий час виступала в театі Ковент-Гарден. Потім продовжила свою кар'єру в Кельнській опері, де дебютувала 1971 року в опері Моцарта «Дон Жуан». Відтак співала в Баварській державній опері в Мюнхені до 1999 року, після чого вийшла на пенсію.
Маргарет Прайс плідно співпрацювала з диригентом і композитором Отто Клемперером, з яким зробила свій перший запис — партію Фьйорділіджі в повному запису опери Моцарта «Так чинять усі». 1972 року запис прославила Прайс як спеціаліста в моцартівському репертуарі.
У подальші роки Прайс виступала як запрошена співачка на багатьох найбільших сценах світу, — приміром, 1985 року дебютувала в Метрополітен-опера партією Дездемони в опері Верді «Отелло». 1989 року Прайс виступила в партії Саломеї в однойменній опері Р. Штрауса в Бруклінській академії музики в Нью-Йорку в присутності принца і принцеси Уельських.

## Репертуар
Маргарет Прайс прославилась партіями моцартівського репертуару, надто партіями Фьйорділіджі («Так чинять усі»), Донни Анни («Дон Жуан», заспівавши також партію Церліни), Графині («Весілля Фігаро», заспівавши також партії Керубіно і Барбаріни на початку своєї кар'єри) і Паміни («Чарівна флейта»). Крім того, Маргарет Прайс виконувала партії в операх Верді — приміром, Амелію («Бал-маскарад»), Аїду («Аїда», Сан-Франциско) — обидві партії Прайс записала з Лучано Паваротті на відео, Єлизавету («Дон Карлос»), Дездемону («Отелло», дебют у Метрополітен-опера), Ельвіру («Ернані»), а також партії Аріадни («Аріадна на Наксосі» Р. Штрауса), Норми в однойменній опері Белліні, Адріани Лекуврер в однойменній опері Чілеа і Мімі («Богема» Пуччіні).
Одним з найвідоміших записів Маргарет Прайс є партія Ізольди в повному записі опери Р. Вагнера «Трістан та Ізольда» під керівництвом диригента Карлоса Клайбера, — партія, яку співачка ніколи не виконувала на сцені. З-поміж відомих записів за участі співачки є запис «Реквієму» Моцарта, відзначений премією журналу «Gramophone», і запис опери «Бал-маскарад» Верді на фірмі «Decca» разом із Лучано Паваротті.
Протягом усієї кар'єри Маргарет Прайс часто виконувала і зробила багато записів пісенного репертуару: твори Шуберта, Шумана, Р. Штрауса, Брамса та композиторів нової віденської школи — наприклад, Берга.

## Подальші роки і смерть
Завершивши кар'єру співачки, Маргарет Прайс вернулась до Уельсу й переїхала жити до свого будинку в Кейбр-Бей, поблизу Кардігана (Кередігіона), з краєвидом на Ірландське море. Востаннє виступила на публіці в концерті в місцевій церкві, після чого вийшла на пенсію і стала розводити золотистих ретриверів, задля зручності яких навіть зняла задні сидіння свого автомобіля фірми «Крайслер».
Дама Маргарет Прайс померла от серцева недостатність 28 січня 2011 року у своєму домі в Кейбр-Бей, неподілік від Кардігана, в віці 69 років.

## Нагороди, визнання
- Почесний титул «Баварська камерна співачка» (нім. Bayerische Kammersängerin) Баварської державної опери[3]
- 1982 — Кавалер ордена Британської імперії (CBE)[3]
- 1993 — Дама-командор ордена Британської імперії (DBE)[3]

## Виноски
1. ↑  «Dame Margaret Price obituary: One of the most beloved opera singers of her generation known for her roles in Mozart and Verdi» . [Архівовано 14 липня 2014 у Wayback Machine.] The Guardian. Retrieved 29 April 2011.
2. 1 2  Elizabeth Forbes (2 February 2011). «Dame Margaret Price: Opera singer noted for her tonal splendour and celebrated for her Mozart and Verdi interpretations». [Архівовано 14 липня 2014 у Wayback Machine.] The Independent.
3. 1 2 3 4 5 6 7 8  Welsh soprano Dame Margaret Price dies, aged 69 [Архівовано 8 серпня 2014 у Wayback Machine.] BBC Wales. 29 January 2011. Retrieved 2011-01-31.
4. 1 2 3 4 5 6 7 8 9 10 11  Dame Margaret Price [Архівовано 3 лютого 2011 у Wayback Machine.] The Daily Telegraph. 29 January 2011. Retrieved 2011-01-31.
5. ↑  Edward Seckerson. «Classical TV: Dame Margaret Price in conversation». [Архівовано 11 вересня 2014 у Wayback Machine.] www.classicaltv.com.
6. ↑  Opera star Dame Margaret Price dies, age 69 [Архівовано 14 липня 2014 у Wayback Machine.] Dame Margaret Price
7. 1 2  Скончалась британская сопрано Маргарет Прайс [Архівовано 14 липня 2014 у Wayback Machine.] новости на радиостанции «Орфей»
8. ↑  Margaret Price RIP [Архівовано 4 березня 2016 у Wayback Machine.] The Washington Post. Retrieved 29 January 2011.
9. ↑  Dame Margaret dies aged 69 [Архівовано 8 серпня 2014 у Wayback Machine.] Tivyside Advertiser. 29 January 2011. Retrieved 2011-01-31.